# Ypsilopus
Ypsilopus es un género con cinco especies de orquídeas de hábitos epífitas. Es originario de los trópicos de África desde Kenia a Sudáfrica.

## Taxonomía
El género fue descrito por Victor Samuel Summerhayes y publicado en Kew Bulletin 1949: 439. 1949.

## Especies
- Ypsilopus erectus (P.J.Cribb) P.J.Cribb & J.Stewart, Kew Bull. 40: 417 (1985).
- Ypsilopus leedalii P.J.Cribb, Kew Bull. 40: 417 (1985).
- Ypsilopus liae Delprete & J.-P.Lebel, Taxonomania 2: 8 (2001).
- Ypsilopus longifolius (Kraenzl.) Summerh., Kew Bull. 4: 440 (1949).
- Ypsilopus viridiflorus P.J.Cribb & J.Stewart, Kew Bull. 40: 417 (1985).